# Calviac
Calviac (okzitanisch gleichlautend) ist eine Ortschaft und eine ehemalige französische Gemeinde  mit 149 Einwohnern (Stand: 1. Januar 2022) im Département Lot in der Region Okzitanien. Sie gehörte zum Kanton Cère et Ségala im Arrondissement Figeac. Calviac liegt etwa 31 Kilometer westlich von Aurillac an der Grenze zum Département Cantal.
Calviac wurde mit Wirkung vom 1. Januar 2016 mit den Gemeinden Sousceyrac, Comiac, Lacam-d’Ourcet und Lamativie zur Commune nouvelle Sousceyrac-en-Quercy zusammengeschlossen und übt dort seither den Status einer Commune déléguée aus.

## Bevölkerungsentwicklung
| Jahr                       | 1962 | 1968 | 1975 | 1982 | 1990 | 1999 | 2006 | 2013 | 2022 |
| -------------------------- | ---- | ---- | ---- | ---- | ---- | ---- | ---- | ---- | ---- |
| Einwohner                  | 404  | 372  | 321  | 293  | 230  | 202  | 178  | 145  | 149  |
| Quellen: Cassini und INSEE |      |      |      |      |      |      |      |      |      |

## Sehenswürdigkeiten
- Kirche Saint-Étienne
- Kirche Saint-Lucy im Weiler Pontverny

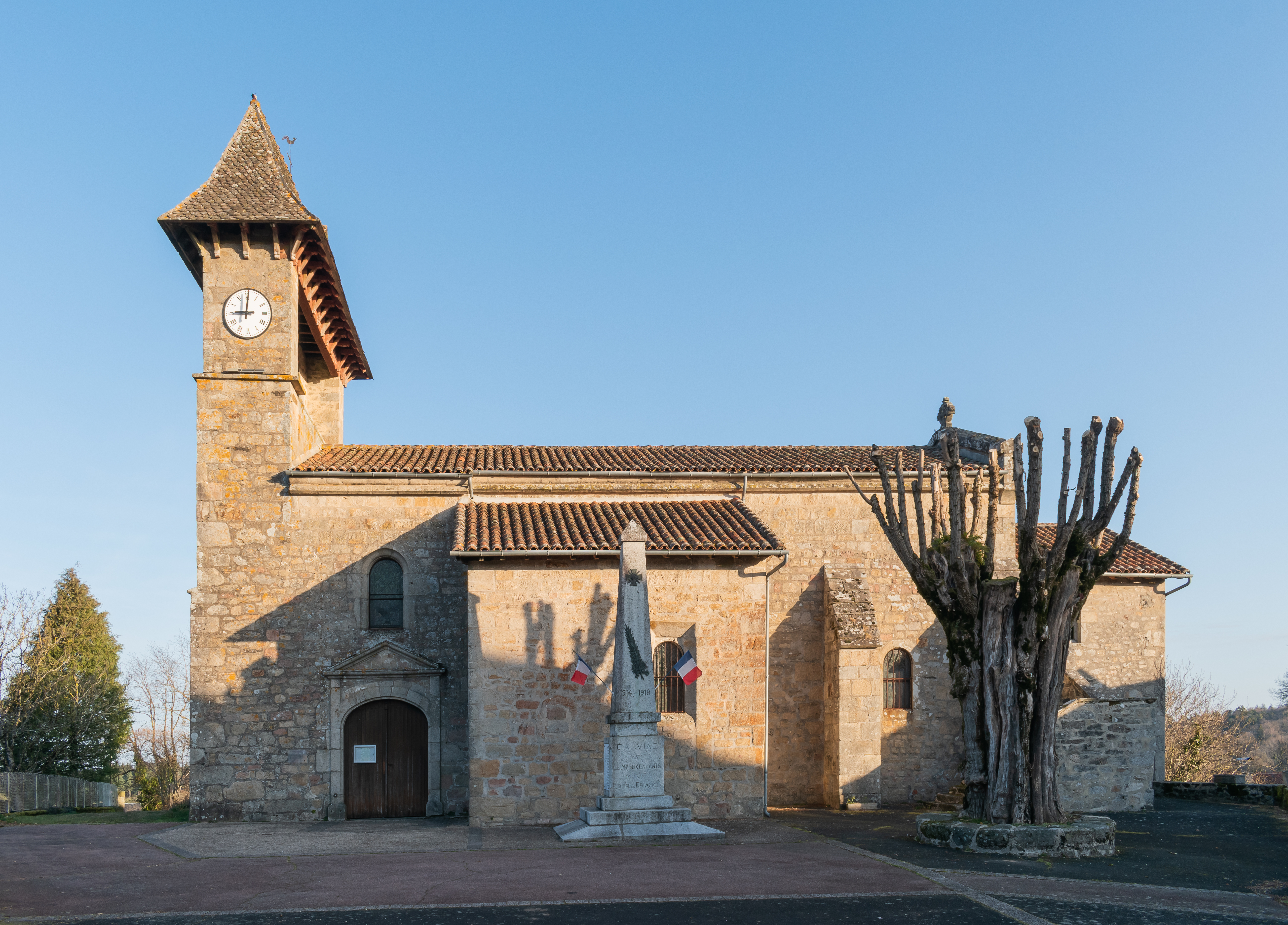
Kirche Saint-Étienne
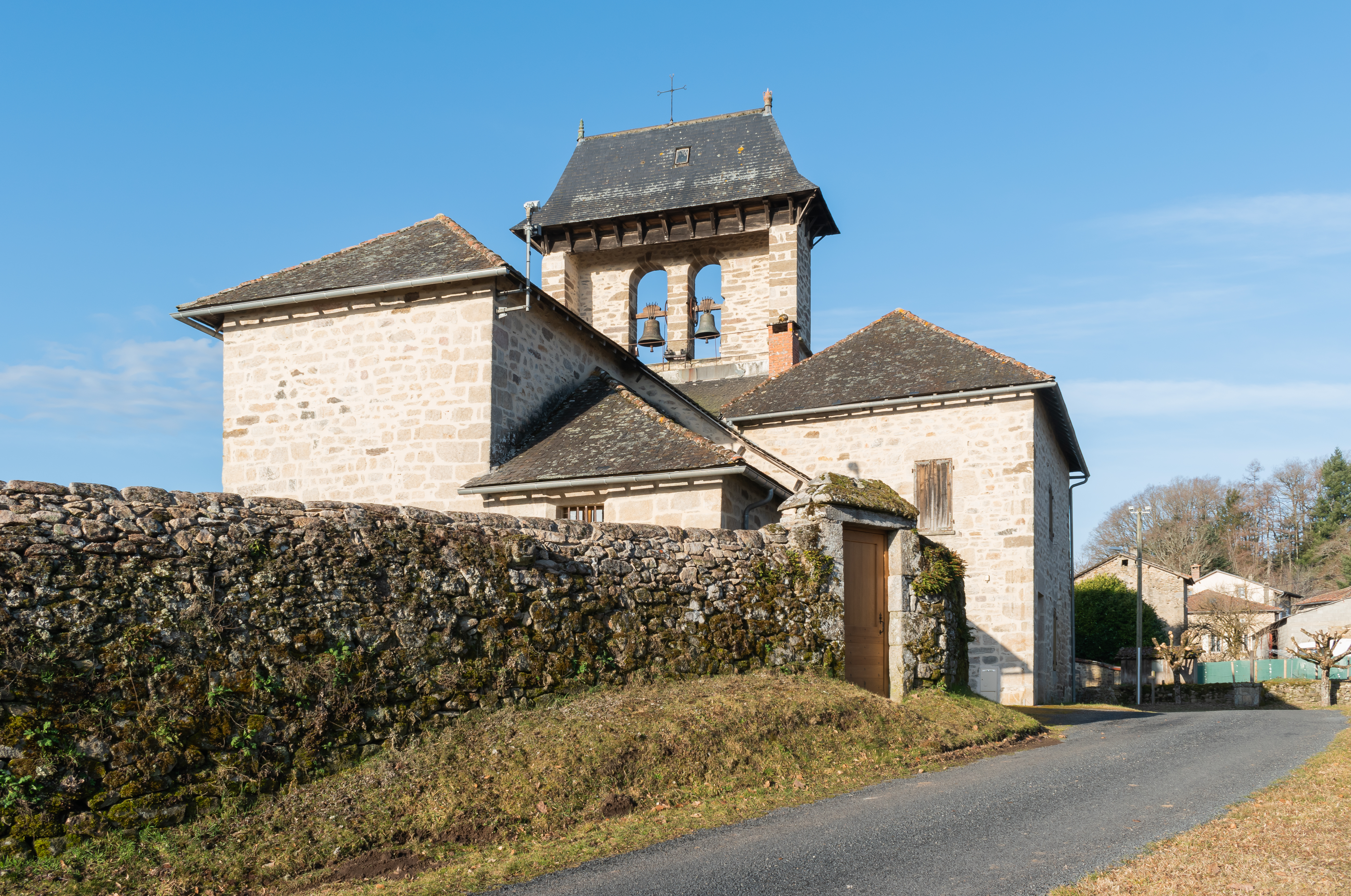
Kirche Saint-Lucy
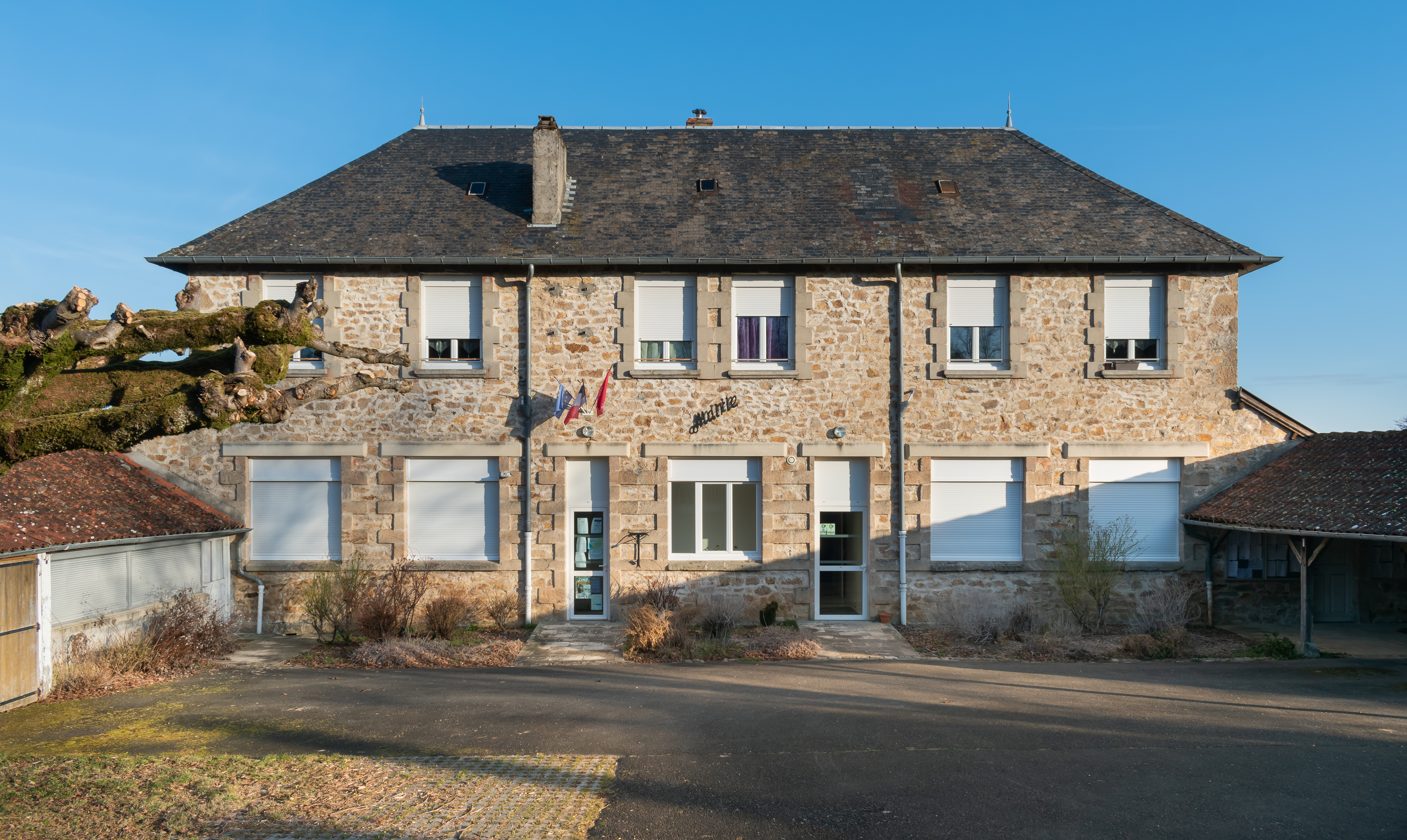
Ehemalige Mairie